# Kon Ichikawa
In deze Japanse naam is Ichikawa de geslachtsnaam.
Kon Ichikawa (Japans: 市川 崑, Ichikawa Kon) (Himeji, 20 november 1915 - Ujiyamada, 13 februari 2008) was een prominent Japans filmregisseur.

## Biografie

### Vroege carrière
Ichikawa volgde lessen aan een technisch college in de jaren 30 van de 20e eeuw in Osaka. Nadat hij was geslaagd voor deze opleiding in 1933 kreeg hij een baan bij J.O. Studio op de animatieafdeling. Uiteindelijk zou hij als assistent-regisseur gaan werken toen de studio een groot productiebedrijf werd. Hij werkte hier onder andere met Yutake Abe en Nobuo Aoyagi.
In de jaren 40 fuseerde J.O studio met P.C.L en Toho Fim Distribution, en werd Toho Film Company. Ichikawa verhuisde naar Tokio. Bij Toho ontmoette hij zijn toekomstige echtgenote, de vertaalster Natto Wada. Zij traden in het huwelijk nadat Ichikawa zijn eerste regiedebuut had gevestigd. Zij kwamen beiden uit mislukte huwelijken.
Zijn eerste film was "Een meisje in de Dojo Tempel" (娘道成寺, Musume Dojoji) welke overigens werd geconfisqueerd door de Amerikanen gedurende de Amerikaanse bezetting van Japan; onder het mom dat de film te traditioneel zou zijn. De Amerikanen zijn vervolgens de film kwijtgeraakt, maar de film is tegenwoordig opgeslagen in de Cinémathèque Française.

### Natto Wada
Natto Wada (和田夏十, Wada Natto) was het pseudoniem van de echtgenote van Ichikawa. Haar echte naam was Yumiko Mogi (茂木由美子). Natto werd op 13 september 1920 geboren in Himeji, net als Ichikawa. Ze behaalde een graad in Engelse literatuur aan de Christelijke Vrouwenuniversiteit Tokio. Ze trouwde met Ichikawa op 10 april 1948 en stierf op 18 februari 1983 aan borstkanker.

### 1950 - 1965
Na het huwelijk met Wada begonnen de twee samen te werken; eerst aan Het Ontwerp van een Mens (人間模様, Ningen moyo) en aan Eindeloze Passie (果てしなき情熱, Hateshinaki jonetsu) in 1949. Men refereert frequent naar de periode 1950 - 1965 als de Ichikawa's Natto Wada periode. Het is de periode waarin de meerderheid van zijn meest gerespecteerde werk is vervaardigd.
De meerderheid van zijn zeer hoog geachte films zijn geschreven door zijn vrouw. Deze samenwerking begon in 1949 met de film Het Ontwerp van een Mens en ging door tot aan 1965 met Tokyo Olympiad (東京オリンピック, tōkyō orinpikku). Zij schreef 34 draaiboeken gedurende die periode, de meeste daarvan waren bewerkingen uit andere bronnen zoals literaire werken. Wada had het talent voor het bewerken van andere bronnen naar het scherm en dat is ook waar haar samenwerking met Ichikawa zich vooral op concentreerde.
Hij verkreeg aanzien in het westen gedurende de jaren 50 en 60 met een aantal sombere films; twee anti-oorlogsfilms: De Birmeese Harp (ビルマの竪琴, Biruma no tategoto) en Vuur (野火, Nobi); welke respectievelijk bekend zijn onder de internationale titels: 'The Burmese Harp' en 'Fires on the plain'.
Ichikawa vertaalde veel literaire werken naar het filmdoek, hieronder zijn producties als Junichiro Tanizaki's De Sleutel (鍵, kagi), Natsume Soseki's Het Hart (こころ, Kokoro) en Ik ben een Kat (吾輩は猫である, Wagahai wa neko de aru), over een muis die is veranderd in een kat en vanuit zijn nieuwe gedaante de wereld aanschouwt.

### Na 1965
Na Tokyo Olympiad hield Wada op met het schrijven van draaiboeken en dit zorgde voor een significante verandering in Ichikawa's films. Wat betreft haar besluit om te stoppen met schrijven, sprak Ichikawa: "Ze houdt niet van de nieuwe filmgrammatica, de manier waarop het materiaal wordt gepresenteerd; zij zegt dat er geen hart meer in zit, dat mensen liefde niet langer meer serieus nemen."
Daar waar Ichikawa en Wada samenwerkte is het moeilijk haar werk te extraheren. De twee werkten zeer nauw samen en deelden vele idealen. Terwijl men kan stellen dat de zwarte humor vooral van Ichikawa afkomstig is, had ook zij een sardonische zijde, zo kan men dat terugvinden in veel van haar essays. Terwijl velen naar de menselijkheid in de films verwijzen als een product van Wada, is dit ook nog altijd een belangrijk thema in de post-Wada films. Het enige waar de critici het over eens zijn is dat de post-Wada Ichikawa films van mindere kwaliteit zijn.

## Erflating
Ichikawas films zijn gekenmerkt door een zekere duisterheid en somberheid met menselijke trekjes. Zijn stijl is herkenbaar door de technische expertise, ironie en de drift naar realisme dat samengaat met een compleet spectrum van genres. Sommige ciritci classificeren hem samen met Akira Kurosawa, Kenji Mizoguchi en Yasujiro Ozu als een van de meesters van de Japanse cinema.

## Beknopte Filmografie
- Een meisje in de Dojo Tempel (娘道成寺, Musume Dojoji) (1945)
- 365 nachten (三百六十五夜, Sanbyaku roku-jūgo ya) (1948)
- De Birmeese Harp (ビルマの竪琴, Biruma no tategoto) (1956)
- Vernietiging door vuur (炎上, Enjō)
- Vuur (野火, Nobi) (1959)
- Tokio Olympiade (東京オリンピック, Tōkyō Orinpikku) (1965)
- Het verhaal van Genji (源氏物語, Genji Monogatari)(1966)
- Ik ben een Kat (吾輩は猫である, Wagahai wa neko de aru) (1975)
- De Makioka Zusters (細雪, Sasame-yuki) (1983)
- Het verhaal van de bamboehakker (竹取物語, Taketori Monogatari) (1987)